# Bill Tchato
Bill Tchato Mbiayi (ur. 14 maja 1975 w M'Biam) – kameruński piłkarz występujący na pozycji obrońcy.

## Kariera klubowa
Swoją karierę rozpoczynał we francuskim klubie SM Caen. W sezonie 1996/1997 przeszedł do ASOA Valence, gdzie rozegrał 69 meczów i strzelił 6 bramek w ciągu dwóch sezonów. Następnym jego klubem była Nicea, gdzie również pozostał na dwa sezony. W 2000 roku przeniósł się do Montpellier HSC. Spotkał tam wielu swoich rodaków. Między innymi Marcela Mahouvé. Rozegrał w tym klubie 63 mecze w ciągu trzech sezonów i zwrócił na siebie uwagę silniejszych klubów. Ofertę złożyli działacze 1. FC Kaiserslautern i piłkarz, jeszcze w przerwie zimowej, zmienił barwy stając się klubowym kolegą Tomasza Kłosa, a później Kamila Kosowskiego, który przeszedł do „Czerwonych Diabłów” razem z rodakiem Tchato, Lucienem Mettomo. W Bundeslidze debiutował w 18 kolejce, podczas przegranego 1:2 meczu z VfB Stuttgart. Tchato został ukarany żółtą kartką. Z Kaiserslautern zaszedł do finału DFB-Pokal, w którym jego klub uległ Bayernowi Monachium 1:3. W sezonie 2005/2006 Kameruńczyk ponownie wrócił do Francji, do klubu w którym grał już wcześniej, czyli do OGC Nice. Wystąpił tam w 24 meczach, latach 2006–2008 reprezentował barwy Qatar SC. Następnie grał w innym katarskim klubie, Al-Khor.
W 2010 roku Tchato wrócił do Francji. Sezon 2010/2011 spędził w zespole RC Strasbourg z Championnat National. W 2011 roku odszedł do gabońskiego Sapins FC.
| Sezon   | Klub                 | Kraj    | Flaga   | Rozgrywki                     | Mecze | Bramki |
| ------- | -------------------- | ------- | ------- | ----------------------------- | ----- | ------ |
| 1994/95 | SM Caen              | Francja | Francja | Ligue 1                       | 0     | 0      |
| 1995/96 | SM Caen              | Francja | Francja | Ligue 2                       | 18    | 0      |
| 1996/97 | ASOA Valence         | Francja | Francja | Ligue 2                       | 34    | 4      |
| 1997/98 | ASOA Valence         | Francja | Francja | Ligue 2                       | 35    | 2      |
| 1998/99 | OGC Nice             | Francja | Francja | Ligue 2                       | 35    | 3      |
| 1999/00 | OGC Nice             | Francja | Francja | Ligue 2                       | 35    | 0      |
| 2000/01 | Montpellier HSC      | Francja | Francja | Ligue 2                       | 35    | 0      |
| 2001/02 | Montpellier HSC      | Francja | Francja | Ligue 1                       | 23    | 0      |
| 2002/03 | Montpellier HSC      | Francja | Francja | Ligue 1                       | 11    | 0      |
| 2002/03 | 1. FC Kaiserslautern | Niemcy  | Niemcy  | Bundesliga                    | 16    | 0      |
| 2003/04 | 1. FC Kaiserslautern | Niemcy  | Niemcy  | Bundesliga                    | 23    | 1      |
| 2004/05 | 1. FC Kaiserslautern | Niemcy  | Niemcy  | Bundesliga                    | 17    | 0      |
| 2005/06 | OGC Nice             | Francja | Francja | Ligue 1                       | 24    | 0      |
| 2006/07 | Qatar SC             | Katar   | Katar   | Q-League                      | ?     | ?      |
| 2007/08 | Qatar SC             | Katar   | Katar   | Q-League                      | ?     | ?      |
| 2008/09 | Al-Khor              | Katar   | Katar   | Q-League                      | 18    | 0      |
| 2010/11 | RC Strasbourg        | Francja | Francja | Championnat National          | 19    | 1      |
| 2011/12 | Sapins FC            | Gabon   | Gabon   | Gabon Championnat National D1 |       |        |

## Kariera reprezentacyjna
W 2001 roku Tchato rozegrał jeden mecz podczas Pucharu Konfederacji, a jego reprezentacja zakończyła turniej na trzecim miejscu w grupie. Podczas Pucharu Narodów Afryki 2002 reprezentacja Kamerunu z Tchato w składzie wywalczyła złoty medal, w finale pokonując Senegal, 3:2 w karnych. W tym samym roku Bill Tchato zaliczył 3 mecze na Mistrzostwach Świata w Piłce Nożnej, jednak „Nieposkromione Lwy” zajęły 3. miejsce i pożegnały się z turniejem już po fazie grupowej. W ostatnim meczu, przeciwko Niemcom Tchato został ukarany żółtą kartką. W 2003 roku wziął udział w Pucharze Konfederacji 2003, a Kamerun zajął drugie miejsce, przegrywając w finale z Francją, 0:1, dopiero po dogrywce. Tchato brał udział w eliminacjach do Mistrzostw Świata 2006, jednak Kamerun nie awansował do tego turnieju.